# 藤原星雄
藤原 星雄（ふじわら の ほしお）は、平安時代初期の貴族。藤原北家魚名流、左京大夫・藤原鷹取の子。官位は従五位下・刑部少輔。
延暦16年（797年）従五位下に叙爵。他、刑部少輔に任じられた。

## 系譜
- 父：藤原鷹取
- 母：不詳
- 妻：不詳
  - 男子：藤原松影（799-855）
  - 男子：藤原春風
  - 男子：藤原月影